# Tragedia w Mayerling
Tragedia w Mayerling – miała miejsce 30 stycznia 1889 i doprowadziła do śmierci arcyksięcia Rudolfa, jedynego syna Franciszka Józefa I i Elżbiety Bawarskiej, oraz jego kochanki, Marii Vetsery. Istnieją różne teorie co do okoliczności tragedii. Według oficjalnej wersji następca austriackiego tronu najpierw zabił swoją kochankę, a później popełnił samobójstwo. Inna wersja zdarzeń sugeruje, że para została zamordowana. Okoliczności śmierci arcyksięcia i jego kochanki do dziś wzbudzają kontrowersje.

## Przebieg wydarzeń

### Tło
Następca austriackiego tronu, Rudolf Habsburg-Lotaryński, 10 maja 1881 roku ożenił się z belgijską księżniczką, Stefanią Koburg. Ślub został uczczony przez astronoma, Johanna Palisa, który nazwał odkrytą przez siebie asteroidę imieniem Stefanii. Małżeństwo, mimo obiecujących początków, nie było szczęśliwe.  Stefania nie posiadała ani zbyt dużego uroku osobistego, ani gustu w ubiorach. Uważana była za osobę chłodną oraz wyniosłą, a także niezgrabną i nieatrakcyjną. Nie potrafiła dostosować się do realiów wiedeńskiego dworu, gdzie szybko stała się obiektem drwin zarówno ze strony dworzan jak i teściowej, która odnosiła się do niej z nieskrywaną pogardą i niechęcią. Stefania już po nocy poślubnej pisała w swoim pamiętniku: Co za cierpienie! Co za straszliwe rozczarowanie! Chciałam umrzeć z rozpaczy. Małżeństwo doczekało się tylko jednej córki – Elżbiety, ponieważ arcyksiężna nie mogła mieć więcej dzieci z powodu rzeżączki, którą zaraziła się od męża.
Rudolf nie miał szczęśliwego życia – jego bardzo surowa edukacja odebrana w dzieciństwie odcisnęła na psychice arcyksięcia ogromne piętno. Mężczyzna cierpiał na neurastenię, postać nerwicy objawiającą się zwiększoną pobudliwością i szybkim wyczerpywaniem się układu nerwowego. Ponadto Rudolf, podobny z charakteru do melancholijnej matki, interesował się tematem śmierci – na swoim biurku trzymał ludzką czaszkę oraz rewolwer. Pocieszenia szukał również w alkoholu oraz morfinie, od której najprawdopodobniej był uzależniony, a także w towarzystwie kobiet, z którymi wchodził w intymne relacje.
W kwietniu 1888 roku na wyścigach konnych we Freudenau w Prater następca tronu poznał 17-letnią baronównę, Marię Vetserę. Dziewczyna spodobała się arcyksięciu, który postanowił zabrać ją na przechadzkę i wręczył jej upominek. Znajomość przerodziła się w romans w styczniu następnego roku i bardzo szybko przestała być tajemnicą. Rudolf zaproponował kochance wspólne samobójstwo, na co zakochana w nim fanatycznie Vetsera przystała bez wahania. Arcyksiążę postanowił przed śmiercią rozwieść się z niekochaną żoną. Postanowił jednak zrobić to w tajemnicy, która jednak szybko przestała być sekretem. Cesarz Franciszek Józef wprost zakomunikował synowi, że nie podoba mu się jego postępowanie i uczyni wszystko, aby nie dopuścić do jego rozwodu ze Stefanią. Rudolf miał opuścić komnatę ojca, mówiąc, że „już wie, co ma robić”. Ta rozmowa między cesarzem a następcą tronu odbyła się kilka dni przed tragedią.

### Tragedia

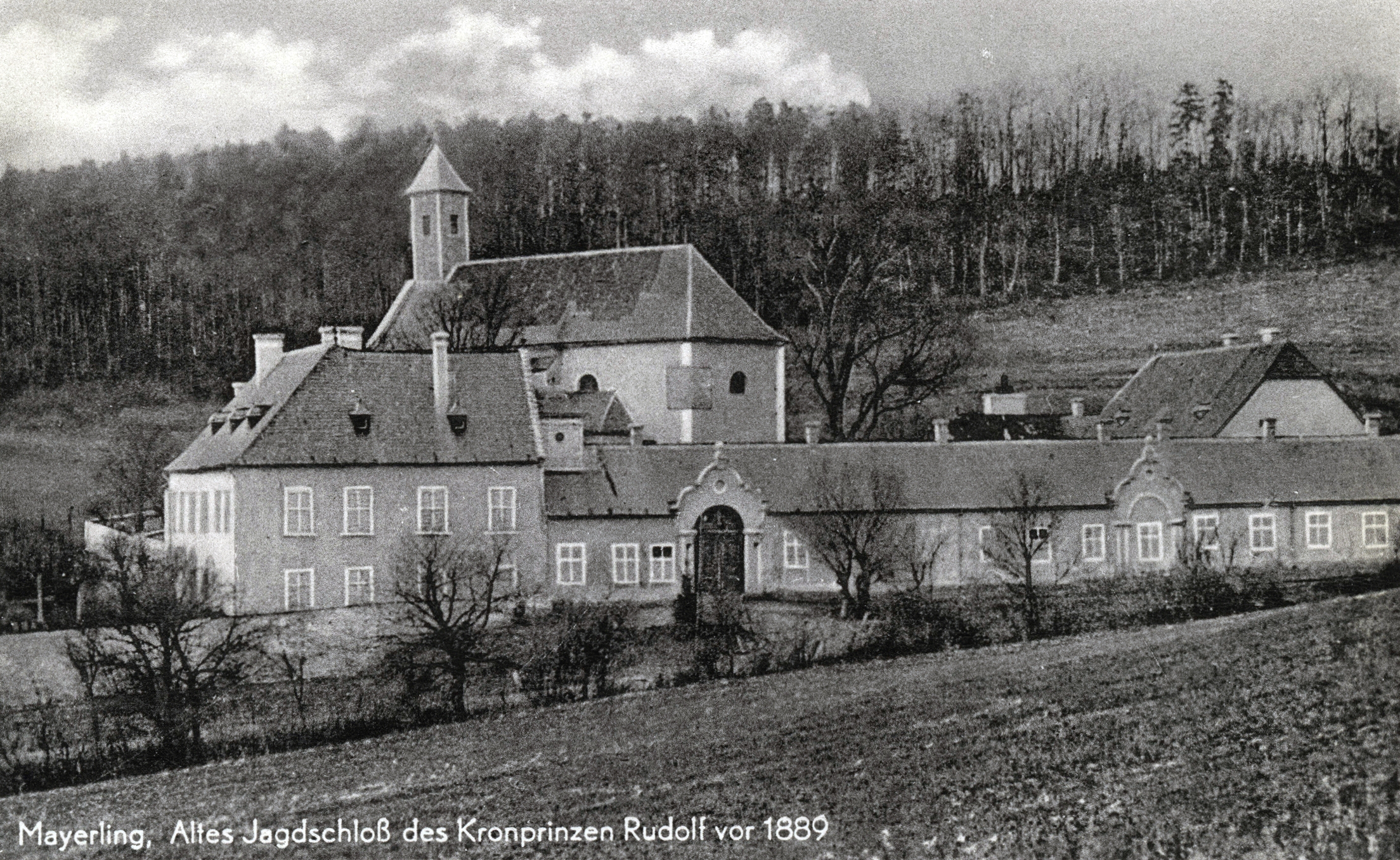
Pałac myśliwski Mayerling, w którym doszło do tragedii

29 stycznia 1889 roku Maria Vetsera udała się do pałacyku myśliwskiego Mayerling. Ostatnie godziny spędziła na pisaniu listów pożegnalnych. W liście do swojej matki napisała: „wybacz mi to, co zrobiłam. Nie mogłam się oprzeć mojej miłości”.
30 stycznia lokaj Rudolfa, Loschek, poszedł do pokoju Rudolfa, żeby zawołać go na posiłek. Nie otrzymał jednak odpowiedzi. Towarzysz polowań Rudolfa, hrabia Joseph Hoyos, również prosił przyjaciela, aby otworzył drzwi, natomiast prośba została zignorowana. Ostatecznie zaniepokojony Hoyos wziął siekierę i wyłamał drzwi. W pokoju zobaczył Rudolfa, z którego ust spływała strużka krwi, a Maria Vetsera leżała na łóżku – była już zimna i sztywna. Do najważniejszych europejskich dworów wysłano natomiast informację mówiącą przyczyną śmierci był atak serca. Początkowo zatajono, że przy zwłokach Rudolfa znaleziono również ciało jego kochanki.

## Konsekwencje

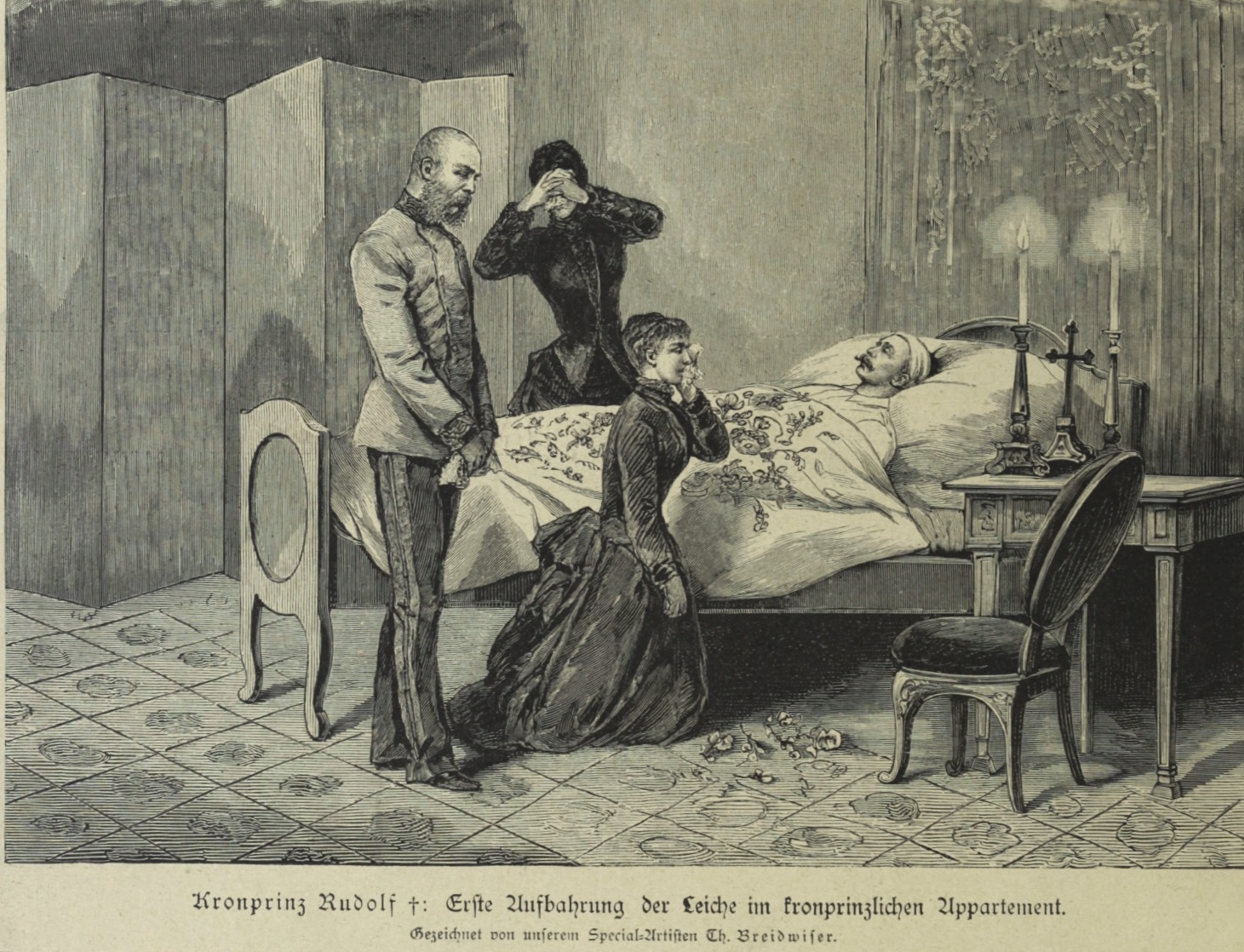
Franciszek Józef I z żoną, Elżbietą, rozpaczają nad ciałem syna

Pierwszą osobą z rodziny, która dowiedziała się o śmierci Rudolfa, była cesarzowa Elżbieta. Joseph Hoyos, przyjaciel Rudolfa i towarzysz jego polowań, informując kobietę o śmierci arcyksięcia, przekazał jej wersję wydarzeń, wedle której to Maria Vetsera podała Rudolfowi truciznę, a następnie sama ją zażyła. Wiadomość cesarzowa przekazała następnie swojemu mężowi oraz młodszej córce, Marii Walerii. Niedługo później para cesarska wezwała do siebie żonę zmarłego arcyksięcia, Stefanię. Arcyksiężną uważano za winną tragicznych wydarzeń – takie zdanie miała zarówno cesarzowa Elżbieta, jak i jedyna córka Stefanii – mała Erzsi. Chociaż jeszcze przed śmiercią Rudolfa pozycja Stefanii na austriackim dworze nie była najlepsza, to tragedia w Mayerling jeszcze bardziej pogłębiła tę sytuację.
Śmierć syna była dla cesarzowej Elżbiety ogromnym ciosem. Kobieta, już wcześniej nieprzykładająca wagi do swoich obowiązków reprezentacyjnych, całkowicie odsunęła się w cień. Mając świadomość, że wiedeńczycy jej nie lubią, miała wyrazić swoją nadzieję: „nareszcie się uspokoją, wiedząc, że przejdę nie pozostawiwszy w Austrii ani śladu po sobie”. Cesarzowa od tamtej pory ubierała się wyłącznie na czarno i bardzo często poruszała temat śmierci. Tragedia, jaką przeżyła, sprawiła również, że oddaliła się od praktyk religijnych. Do ukochanej córki, Marii Walerii, miała powiedzieć: „Rudolf zabił moją wiarę”. Miała również wyrazić życzenie: „Chciałabym umrzeć od maleńkiej ranki w sercu, przez którą moja dusza mogłaby ulecieć. I chciałabym, by stało się to daleko od tych, których kocham”. Ostatecznie pragnienie to stało się rzeczywistością – cesarzowa została zamordowana przez włoskiego anarchistę, Luigiego Lucheni, niecałą dekadę po śmierci jedynego syna.
Tragedia w Mayerling nie tylko wywołała wiele emocji wśród najbliższych Rudolfa, ale miała też niebagatelny wpływ na przyszłość całego państwa. Następcą tronu został młodszy brat cesarza, Karol Ludwik, a po jego śmierci – Franciszek Ferdynand Habsburg, który padł ofiarą zamachu w Sarajewie w 1914 roku, co było bezpośrednią przyczyną wybuchu I wojny światowej.

## Założenia i zastrzeżenia

### Pakt samobójczy
| Założenia | Zastrzeżenia |
| --- | --- |
| – Pogrążony w głębokiej depresji Rudolf postanowił odebrać sobie życie, ale w obliczu strachu przed samotną śmiercią zaproponował Marii wspólne popełnienie samobójstwa, na co się zgodziła. – Arcyksiążę od długiego czasu myślał o samobójstwie, zdążył nawet zaproponować wspólne odebranie sobie życia innej swojej kochance – prostytutce, Mizzi Kaspar. | – Rewolwer znaleziony przy ciele następcy tronu nie należał do niego. – Ciało arcyksięcia miało różnego rodzaju rany, również siniaki na twarzy oraz dłoniach. – Franciszek Józef wysłał telegram do papieża, aby ten wyraził zgodę na katolicki pogrzeb arcyksięcia. Początkowo Stolica Apostolska miała odmówić – zgodziła się dopiero po tym, gdy cesarz Austrii wysłał następny telegram, w którym podał więcej szczegółów dotyczących śmierci syna. – Teorii samobójstwa z miłości jak w przypadku Romea i Julii zaprzecza fakt, że ostatnią noc przed wyjazdem do Mayerling arcyksiążę spędził ze swoją inną kochanką, prostytutką – Mizzi Kaspar. |

### Morderstwo polityczne
| Założenia | Zastrzeżenia |
| --- | ------------ |
| – Arcyksiążę został zamordowany przez tajne austriackie służby, ponieważ obawiano się, że jego liberalne poglądy mogą doprowadzą do upadku państwa. – Rudolf został zamordowany przez tajne służby francuskie, ponieważ odrzucił plan Clemenceau uczynienia z państwa austro-węgierskiego głównego sojusznika Francji przeciwko Niemcom – plan ten zakładał obalenie Franciszka Józefa i natychmiastowe objęcie tronu przez Rudolfa. |              |

## Relacje
| Osoba                               | Powiązanie z ofiarami | Relacja | Zdjęcie |
| ----------------------------------- | --- | --- | ------- |
| Maria Teresa Portugalska            | Ciotka Rudolfa, żona arcyksięcia Karola Ludwika.                                                                                         | Wyznała, że jej mąż powiedział, że Rudolf stwierdził kiedyś: „zostanę zamordowany” – najprawdopodobniej dlatego, że był w centrum europejskiego spisku, który miał na celu obalenie Franciszka Józefa. |         |
| Hrabina Helene Esterhazy z Galantha | Wnuczka ambasadora austriackiego, odpowiedzialnego za odszyfrowanie telegramu wysłanego przez cesarza do Stolicy Apostolskiej.           | Stwierdziła, że dziadek powiedział jej wiele lat później o telegramie, a także: że „to było morderstwo”. |         |
| Eduard von Taaffe                   | Przyjaciel Franciszka Józefa I z dzieciństwa, premier. Miał bardzo negatywny stosunek do liberalnych poglądów Rudolfa.                   | Nie zabrał oficjalnego stanowiska w sprawie tragedii. Po latach jego syn, Henrich, stwierdził: „Okoliczności Mayerlinga są znacznie gorsze, niż się ludziom wydaje”. |         |
| Josef Graf Hoyos-Sprinzenstein      | Towarzysz polowań Rudolfa, spędził noc poprzedzającą tragedię z następcą tronu. To on poinformował cesarzową Elżbietę o śmierci Rudolfa. | „Jego Wysokość nie żyje. To wszystko, co mogę powiedzieć. Nie proś mnie o więcej szczegółów; to zbyt straszne. Dałem moje słowo cesarzowi, że nie powiem nic o tym, co widziałem”. |         |
| Zyta Burbon-Parmeńska               | Ostatnia władczyni Austro-Węgier, żona Karola I.                                                                                         | Już po obaleniu monarchii, w jednym z wywiadów stwierdziła: „Prawda jest taka, że arcyksiążę Rudolf został zamordowany i to zabójstwo miało charakter polityczny. W naszej rodzinie zawsze znaliśmy prawdę, ale Franciszek Józef kazał wszystkim, którzy byli świadomi zbrodni, przysięgać, że nigdy nic nie powiedzą”. |         |

## W kulturze
Dramat, jaki rozegrał się w Mayerling, był inspiracją dla licznych filmów, m.in.:
- Mayerling (1936), w reżyserii Anatola Litvaka
- De Mayerling à Sarajevo (1940), w reżyserii Maxa Ophülsa
- 2 kwietnia 1944 dokonano radiowej adaptacji pod tytułem „Mayerling”. W roli Marii Vetsery wystąpiła Ingrid Bergman[17]
- Le Secret de Mayerling (1949), w reżyserii Jeana Delannoya
- Stacja NBC wyemitowała 4 lutego 1957 90-minutowy odcinek „Mayerling” (reż. Anatole Litvak) z Audrey Hepburn w roli Marii Vetsery i Melem Ferrerem jako arcyksięciem Rudolfem[18]
- Mayerling (1968), w reżyserii Terence’a Younga, gdzie w rolach tragicznych kochanków wystąpili Omar Sharif i Catherine Deneuve
- Miłość Elwiry Madigan (1967), w reżyserii Bo Widerberga, szwedzkiego reżysera

- Powstał również musical, pióra Franka Wildhorna, zatytułowany Rudolf: Afera Mayerling, który wystawiany był na Węgrzech, w Polsce, Austrii i Japonii
- Sztuka Królowie Julesa Lemaître z Sarah Bernhardt z 1893 koncentrowała się na tragedii w Mayerling[19][20]

- Również Stanisław Staszewski w swoim utworze „W czarnej urnie” wspominał o pałacyku Mayerling: A dom pusty jak pałacyk Mayerling. Piosenkę wykonywał później syn autora – Kazik Staszewski wraz z grupą Kult